# فدریکو کاپاسو
فدریکو کاپاسو (ایتالیایی: Federico Capasso؛ زادهٔ ۱۹۴۹) دانشمند در زمینه فیزیک کاربردی اهل ایتالیا است.
وی همچنین برندهٔ جوایزی همچون مدال ادیسون انجمن مهندسان برق و الکترونیک، مدال طلای جامعه بین‌المللی حرفه‌ای در اپتیک و فوتونیک کاربردی، و جایزه رامفورد شده است.